# Брлог (Велике Лашче)
Брлог (словен. Brlog) је насељено место у општини Велике Лашче, Средњесловенска регија, Словенија. Део је насеља Брлог, које је административним границама подељено на два насеља: Брлог (Содражица) и Брлог (Велике Лашче).

## Историја
До територијалне реорганизације у Словенији био је у саставу града Љубљане, односно старе општине Вич–Рудник.

## Становништво
У попису становништва из 2011. године, Брлог је имао 6 становника.
| Број становника према пописима | Број становника према пописима | Број становника према пописима |
| ------------------------------ | ------------------------------ | ------------------------------ |
| 1991                           | 2002                           | 2011                           |
| 8                              | 8                              | 6                              |